# Celestina Donati
Maria Anna Donati, F.P.S.G.C., řeholním jménem Celestina od Matky Boží (26. října 1848, Marradi – 18. března 1925, Florencie) byla italská římskokatolická řeholnice, zakladatelka a členka kongregace Chudých dcer svatého Josefa Kalasanského. Katolická církev ji uctívá jako blahoslavenou.

## Život
Narodila se dne 26. října 1848 v Marradi soudci Francescu Donatimu. Roku 1861 přijala své první svaté přijímání. Ve svém dětství se setkávala s jeptiškami řádu Vallombrosiánských benediktinek a rozhodla se stát řeholnicí. Roku 1881 jí zemřela matka a otec jí, z obavy z odloučení s ní, zakázal vstup do kláštera.
Jejím duchovním vůdcem se stal piarista Celestino Zini, pozdější arcibiskup ze Sieny, který jí pomohl se založením nové ženské řeholní kongregace. Roku 1889 založila kongregaci Chudých dcer svatého Josefa Kalasanského, která má za úkol péči o chudé děti. Do kongregace také sama vstoupila a dne 24. června 1889 přijala spolu se čtyřmi společnicemi řeholní jméno, které si zvolila Celestina od Matky Boží. Kongregace byla pojmenována po sv. Josefu Kalasanském a od florentského arcibiskupa a kardinála Agostina Bausy obdržela dne 21. září 1892 diecézní schválení. Ten její kongregaci také umožnil otevřít svoji první školu na území arcidiecéze. Věnovala se poté poslání kongregace, o péči o chudé děti a sirotky.
Zemřela dne 18. března 1925 ve Florencii.

## Úcta
Její beatifikační proces započal dne 12. července 1982, čímž obdržela titul služebnice Boží. Dne 6. dubna 1998 ji papež sv. Jan Pavel II. podepsáním dekretu o jejích hrdinských ctnostech prohlásil za ctihodnou. Dne 1. června 2007 byl uznán zázrak na její přímluvu, potřebný pro její blahořečení.
Blahořečena pak byla dne 30. března 2008 v katedrále Santa Maria del Fiore ve Florencii. Obřadu předsedal jménem papeže Benedikta XVI. kardinál José Saraiva Martins.
Její památka je připomínána 18. března. Bývá zobrazována v řeholním oděvu. Je patronkou jí založené kongregace.